# Холопья улица
Холо́пья — ныне несуществующая улица древнего Новгорода в Неревском конце. Шла от реки Волхов на запад, отклоняясь немного к северу. Находилась между улицами Боркова (на севере) и Козьмодемьянской (на юге); пересекала Великую улицу.
Впервые была упомянута в 3-й Новгородской летописи под 1146 годом и в 1-й Новгородской летописи под 1271 годом, где сообщалось о постройке на Холопьей улице церкви Кузьмы и Демьяна (согласно летописям, в 1705, или в 1711 году на её месте была построена каменная церковь Тихвинской Пресвятой Богородицы).

«В лѣто 6654. Сотвориша въ Великомъ Новегородѣ, при епископѣ Ніфонтѣ, 4 церкви древяных: [...], Козма и Даміанъ на Холопьи улицы»— Новгородская третья летопись («Книга, глаголемая Лѣтописецъ Новгородской въкратцѣ, церквамъ Божіимъ»).

«В лѣто 6779 [...] Поставиша же и другую церковь Козмы и Демьяна на Холопьи улици.»— Новгородская первая летопись старшего извода. Синодальный список. Л. 150об.
Улица была отмечена на сохранившихся планах Новгорода середины XVIII века, составленных до городской перепланировки, начавшейся в 1778 году.

## Неревский раскоп
Часть улицы была раскрыта раскопками в 1951 году; в 1952 году вскрыто пересечение её с Великой улицей, где сохранилось по вертикали раскопа более 20 древних (от первой четверти XI века до середины XVI века) деревянных мостовых Холопьей улицы (28 мостовых Великой улицы). Мостовые Холопьей улицы имели ширину от 3 до 4 метров; более подробно о их состоянии указывается в следующей таблице.
| № яруса мостовой Великой улицы | Датировка                              | Сохранность мостовой Холопьей улицы | Ширина мостовой в метрах       |
| ------------------------------ | -------------------------------------- | ----------------------------------- | ------------------------------ |
| 1                              | середина XVI в.                        | очень плохая                        | нет сведений                   |
| 2                              | 10-30-е годы XVI в.                    | очень плохая                        | 4                              |
| 3                              | начало XVI в.-1471 г.                  | не настилали                        | не настилали                   |
| 4                              | 1471 г.-40-е годы XV в.                | хорошая                             | 3,5-3,8                        |
| 5                              | 40-е годы XV в.-1414 г.                | хорошая                             | 3,6-4                          |
| 6                              | 1414-1394 гг.                          | сильно изношена                     | 3,5                            |
| 7                              | 1394-1368 гг.                          | хорошая                             | 3,7                            |
| 8                              | 1368-1342 гг.                          | средняя                             | 3,6-3,8                        |
| 9                              | 1342 г.-28 июня 1311 г.                | средняя, следы пожара               | 3,6-4                          |
| 10                             | 28 июня 1311 г.-80-е годы XIII в.      | плохая                              | 3,5-3,8                        |
| 11                             | 80-е годы XIII в.-23 мая 1267 г.       | средняя                             | 3                              |
| 12                             | 23 мая 1267 г.-40-е годы XIII в.       | хорошая, следы пожара               | 3,5-3,7                        |
| 13                             | 40-е годы XIII в. - 20-е годы XIII в.  | хорошая                             | 3,6                            |
| 14                             | 20-е годы XIII в.-самое начало XIII в. | очень плохая                        | 3,5                            |
| 15                             | самое начало XIII в.-80-е годы XII в.  | плохая                              | 3,5                            |
| 16                             | 70-80-е годы XII в.                    | плохая                              | 3,2-3,4                        |
| 17                             | 50-60-е годы XII в.                    | средняя                             | 3-3,5                          |
| 18                             | 30-40-е годы XII в.                    | средняя                             | 3-3,2                          |
| 19                             | 10-20-е годы XII в.                    | плохая                              | 3,2                            |
| 20                             | 10-е годы XII в.-конец XI в.           | сильно разрушена, следы пожара      | 3,1                            |
| 21                             | 70-80-е годы XI в.                     | плохая                              | 3                              |
| 22                             | 60-70-е годы XI в.                     | плохая                              | нет сведений                   |
| 23                             | середина XI в.                         | плохая                              | нет сведений                   |
| 24                             | 2-я четверть XI в.                     | плохая                              | 3,5                            |
| 25                             | 1-я четверть XI в.                     | очень плохая                        | нет сведений                   |
| 26                             | последние десятилетия X в.             | улица была без мостовой             | улица была без мостовой        |
| 27                             | 70-80-е годы X в.                      | улица была без мостовой             | улица была без мостовой        |
| 28                             | середина X в.                          | следов существования улицы нет      | следов существования улицы нет |

Памятный знак на месте находки 1-й берестяной грамоты в Великом Новгороде (Неревский раскоп)

Толщина культурного слоя составила в месте раскопа 5,2-7,4 м. 
В ходе ракопок здесь были впервые обнаружены новгородские берестяные грамоты. Первая из них найдена Н. Ф. Акуловой 26 июля 1951 года. Всего за 1951 год было обнаружено 10 грамот, за 1952 — 73.

## Холопья улица в художественных произведениях
У писателя Бориса Изюмского есть историческая повесть «Тимофей с Холопьей улицы».